# Konkordancja Stronga

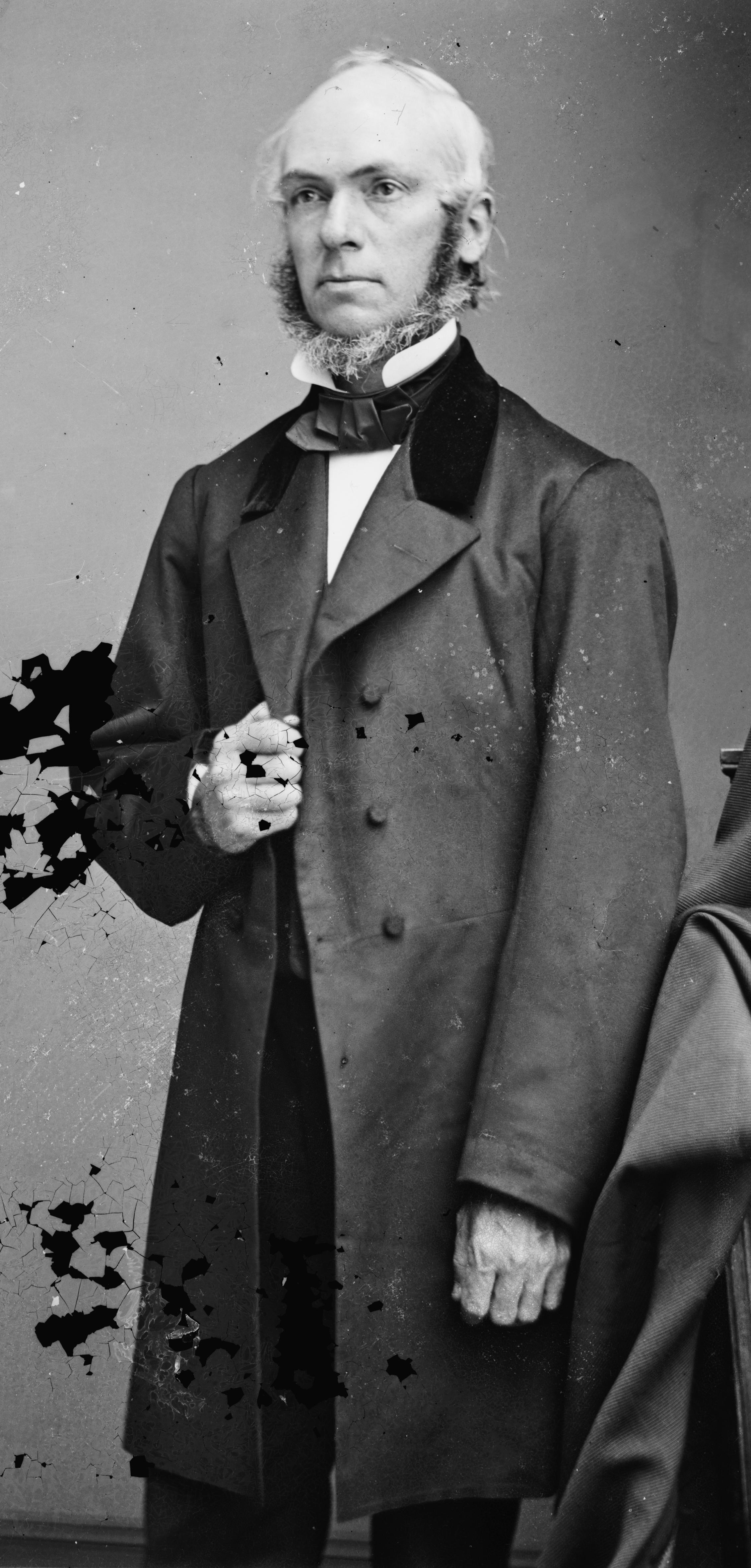
Twórca konkordacji James Strong

Konkordancja Stronga (ściślej Pełna Konkordancja Biblii Stronga) – konkordancja Pisma Świętego sporządzona z wykorzystaniem Biblii króla Jakuba (KJV), zredagowana pod przewodnictwem dr. Jamesa Stronga (1822–1894) i pierwotnie opublikowana w 1890 roku. W tym czasie Strong posiadał tytuł profesora nauk teologii egzegetycznej przy Seminarium Teologicznym Drew.
Dzieło to jest typem pełnego odsyłacza każdego słowa z przekładu KJV, tzn. odsyła z powrotem do oryginalnego tekstu.
W odróżnieniu od innych publikacji tego typu, celem konkordancji Stronga nie jest dostarczenie treści lub komentarza na temat Biblii, ale udostępnienie indeksu do Pisma Świętego. Pomaga ona w ten sposób czytelnikowi w odnalezieniu słów, tam gdzie się one pojawiają w Biblii. Indeks ten umożliwia badaczom Biblii ponowne odnalezienie frazy lub wersetu wcześniej badanego lub porównanie, jak podobny aspekt jest poruszony w innej części Pisma Świętego. 
Konkordancja Stronga zawiera:
- 8674 hebrajskich słów źródłowych użytych w Starym Testamencie,
- 5624 greckich słów źródłowych użytych w Nowym Testamencie.

James Strong nie stworzył tego dzieła w pojedynkę, ale dzięki wysiłkowi ponad stu współpracowników. Konkordancja ta stała się najszerzej stosowaną konkordancją dla Biblii Króla Jakuba.
Polska wersja konkordancji Stronga, oparta na tekście Biblii gdańskiej i uszeregowana wedle słów greckich i hebrajskich, została opublikowana przez wydawnictwo Na Straży jako „Biblia w systemie Stronga” – ST (2004) i NT (1996, 2007).